# La coda del diavolo (film 2024)
La coda del diavolo è un film per la televisione del 2024 diretto da Domenico De Feudis e tratto dall’omonimo libro di Maurizio Maggi.

## Trama
Sante Moras è un assistente capo della polizia penitenziaria che viene accusato di un omicidio che non ha commesso. L’ex poliziotto penitenziario decide quindi di darsi alla latitanza iniziando a indagare per conto suo con l’aiuto della giornalista Fabiana Lai.

## Produzione
Il film è stato prodotto da Groenlandia e Vision Distribution in collaborazione con Sky e con il sostegno della Sardegna Film Commission; le riprese si sono svolte nell’autunno del 2022 tra Sofia (Bulgaria), Roma e la Sardegna (Porto Torres, Sassari, Siniscola, Porto Rotondo, Aggius e Tempio tra le location).

## Distribuzione
Il film viene distribuito il 25 novembre 2024 in prima serata su Sky Cinema e su Now.